# Ла Мачина (Мачерата)
Ла Мачина (итал. La Macina) насеље је у Италији у округу Мачерата, региону Марке.
Према процени из 2011. у насељу је живело 173 становника. Насеље се налази на надморској висини од 202 м.